# 波耶尼萊伊澤鄉
47°42′N 24°07′E / 47.700°N 24.117°E
波耶尼萊伊澤鄉（羅馬尼亞語：Comuna Poienile Izei, Maramureș），是羅馬尼亞的鄉份，位於該國西北部，由馬拉穆列什縣負責管轄，面積16平方公里，海拔高度526米，2007年人口1,001，人口密度每平方公里61人。